# بشیر اومراگیچ
بشیر اومراگیچ (انگلیسی: Bećir Omeragić؛ زادهٔ ۲۰ ژانویهٔ ۲۰۰۲) بازیکن فوتبال اهل سوئیس است.
از باشگاه‌هایی که در آن بازی کرده‌است می‌توان به باشگاه فوتبال زوریخ اشاره کرد.
وی همچنین در تیم ملی فوتبال سوئیس بازی کرده‌است.